# Himmeluret
Himmeluret er en norsk film fra 1925 efter en novelle af Gabriel Scott. Filmen regnes som tabt.
Manuskriptet var skrevet af Leif Sinding, som også instruerede filmen sammen med Amund Rydland.
I censuren blev en scene ved navn Naken kvinne forstørret klippet bort. Filmen varede ca. 95 minutter.

## Medvirkende
- David Knudsen – Gutter Fladen
- Gunvor Fjørtoft – Nina, skibsrederens datter
- Hjalmar Fries – Salve, skipper
- Amund Rydland – Broder Daniel
- Katie Rolfsen – Theodine
- Lars Tvinde – Lars Timiansbakken
- Eugen Skjønberg – Andresen
- Josef Sjøgren – Kristensen, urmager
- Ragnvald Wingar – Rasmussen, skomager
- Johanne Voss – Gurine på trappen
- Aagot Nissen – Johanne i døren
- Martin Gisti – Ola Ormestøl
- Ingse Gude Caprino	- Conchita
- Ruth Brünings-Sandvik – Juanita, danser på restaurant
- Kolbjørn Skjefstad	- En bartender